# کلی بارن‌هیل (سافت‌بال)
کلی کاتلین بارن‌هیل (زاده ۳۱ مارس 1997) یک پیجر سافت بال حرفه ای آمریکایی است. او از سال ۲۰۱۶ تا ۲۰۱۹ برای تیم آلیگاتورهای فلوریدا سافت بال دانشگاهی بازی کرد و در طول مدت تصدی خود در این تیم، افتخارات سراسر آمریکا را به دست آورد. او در سال ۲۰۱۷ به عنوان بهترین بازیکن سال دانشگاه سافت بال ایالات متحده، جایزه ورزشی هوندا و بهترین بازیکن سال ای‌اس‌پی‌ان‌دابلیو انتخاب شد. رهبر دابلیواچ‌آی‌پی برای تیم آلیگاتورها است. او همچنین در رتبه‌بندی شغلی هم برای همایش جنوب شرقی و هم ان‌سی‌ای‌ای بخش یکم قرار دارد.
در سال ۲۰۲۰، او در افتتاحیه لیگ سافت بال شرکت کرد. بارن هیل همچنین برای تیم‌های ایالات متحده آمریکا و تیم مکزیک سافت بال بازی کرده است که هر دو برای بازی‌های المپیک تابستانی ۲۰۲۰ به تعویق افتادند.

## اوایل زندگی و دوران دبیرستان
بارن‌هیل که در مریتا، جورجیا به دنیا آمد و همان‌جا بزرگ شد. او بسیاری از ورزش‌ها را در دوران جوانی خود امتحان کرد، اولین ورزشی که امتحان کرد فوتبال بود. او در نهایت سافت بال را به فوتبال ترجیح داد، به این دلیل که در فوتبال باید «بیش از حد دوید». او در دبیرستان پاپ در ماریتا درس خواند، او در این دبیرستان سه بار ام‌وی‌پی دبیرستان پاپ بود. او در سال ۲۰۱۴ پاپ را به قهرمانی ایالتی رساند. بارن‌هیل در نظر داشت که در دانشگاه استنفورد شرکت کند، اما در اکتبر ۲۰۱۴ در سال آخر دبیرستان پیشنهاد دانشگاه فلوریدا را برای تحصیلات عالیه پذیرفت.
بازی سافت بال دبیرستان شناخته شد - در سال ۲۰۱۵، او به عنوان بازیکن سال جورجیا گیتورید و بازیکن سال سافت بال یواس‌ای تودی انتخاب شد. او همچنین به عنوان یک انجمن ملی مربیان فست‌پیچ (ان‌اف‌سی‌ای) و دبیرستان لوئیزویل اسلاگر تمام آمریکایی انتخاب شد. در سال‌های ۲۰۱۳ و ۲۰۱۴، قبل از اینکه در سال ۲۰۱۵ انتخاب شود، نامزد دریافت جایزه بهترین بازیکن سال جورجیا گیتورید بود

## پیگیری سافت‌بال در دوران دانشگاه

### ۲۰۱۶
بارن‌هیل در سال ۲۰۱۶ فصل سال اول خود را برای فلوریدا گیتورز بازی کرد. در طول سال، او دو بار به عنوان دانشجوی سال اول هفته همایش جنوب شرقی انتخاب شد. او در سال ۲۰۱۶ در فهرست افتخارات آکادمیک سال اول همایش جنوب شرقی، و همچنین در سال ۲۰۱۶ تیم سال اول همایش جنوب شرقی نامگذاری شد. او فصل سال اول خود را با رکورد ۱–۱۵، و همچنین ۱۶۷ ضربه زدن و میانگین ضربات حریف ۰٫۱۴۰ در ۱۰۸٫۱ اینینگ به پایان رساند.

### ۲۰۱۷
در سال ۲۰۱۷، بارن‌هیلرهبری ان‌سی‌ای‌ای را بر عهده داشت. او به عنوان بازیکن تیم اول انتخاب شد. با رفتن به مسابقات همایش جنوب شرقی، آلیگاتورها در رتبه ۱ کشور قرار گرفتند و به عنوان تیم برگزیده همایش جنوب شرقی انتخاب شد.
ERA او در طول فصل توسط رسانه‌های ورزشی مورد توجه قرار گرفت، ای‌اس‌پی‌ان‌دابلیو در ماه آوریل اظهار داشت که «شرکتی که او در ERA در حال حاضر نگه می‌دارد زمینه‌ای است که با آن واضح است که او بهترین پرتابگر کشور است.» ای‌اس‌پی‌ان‌دابلیو بعداً او را به عنوان بازیکن برگزیده خود در رشته سافت بال معرفی کرد و از وی به عنوان «مسلط‌ترین حضور آماری سافت بال اتحادیه ملی ورزش دانشگاهی در یک دهه اخیر» یاد کرد. او جایزه ورزشی هوندا را به عنوان برترین بازیکن سافت بال کشور برنده شد. او همچنین در سال ۲۰۱۷ به عنوان بهترین بازیکن دانشگاهی سافت بال ایالات متحده آمریکا انتخاب شد ان‌اف‌سی‌ای او را به عنوان یک تیم اول همه آمریکایی معرفی کرد. در ۱۲ ژوئیه ۲۰۱۷، او جایزه سالیانه دستاوردهای برتر در ورزش را برای بهترین بانوی ورزشکار دانشجو دریافت کرد. او اولین بازیکن در تاریخ برنامه سافت بال فلوریدا بود که این جایزه را برد.